# Jan Jakobs Janssen
Jan Jakobs Janssen (* 5. Februar 1925 in Emden; † 13. April 1970 am Großen Feldberg) war ein deutscher Pilot.

## Leben
Janssen gründete gemeinsam mit Martin Dekker 1958 die Fluglinie OLT (Ostfriesisches Lufttaxi, heute OFD) mit Sitz in Emden. Am 6. Juni 1959 wurde der Flugplatz in Betrieb genommen. Ab 1962 führte Janssen den Betrieb allein. Janssen verunglückte bei einem Geschäftsflug am 13. April 1970 in der Nähe von Frankfurt tödlich. Die neue Zufahrtsstraße zum Emder Flughafen wurde ihm zu Ehren „Jan-J.-Janssen-Straße“ genannt.